# Krzikopa
Krzikopa – polski folkowy zespół muzyczny założony w 2012 roku wykonujący własne aranżacje śląskich melodii ludowych, oparte zarówno na najnowszych stylach muzycznych muzyki rozrywkowej, jak i stylów bardziej tradycyjnych. Styl wokalistów zespołu nawiązuje do tradycyjnego Białego śpiewu, a instrumenty akustyczne jak skrzypce i akordeon wspomagane są perkusją i instrumentami elektronicznymi.

## Historia

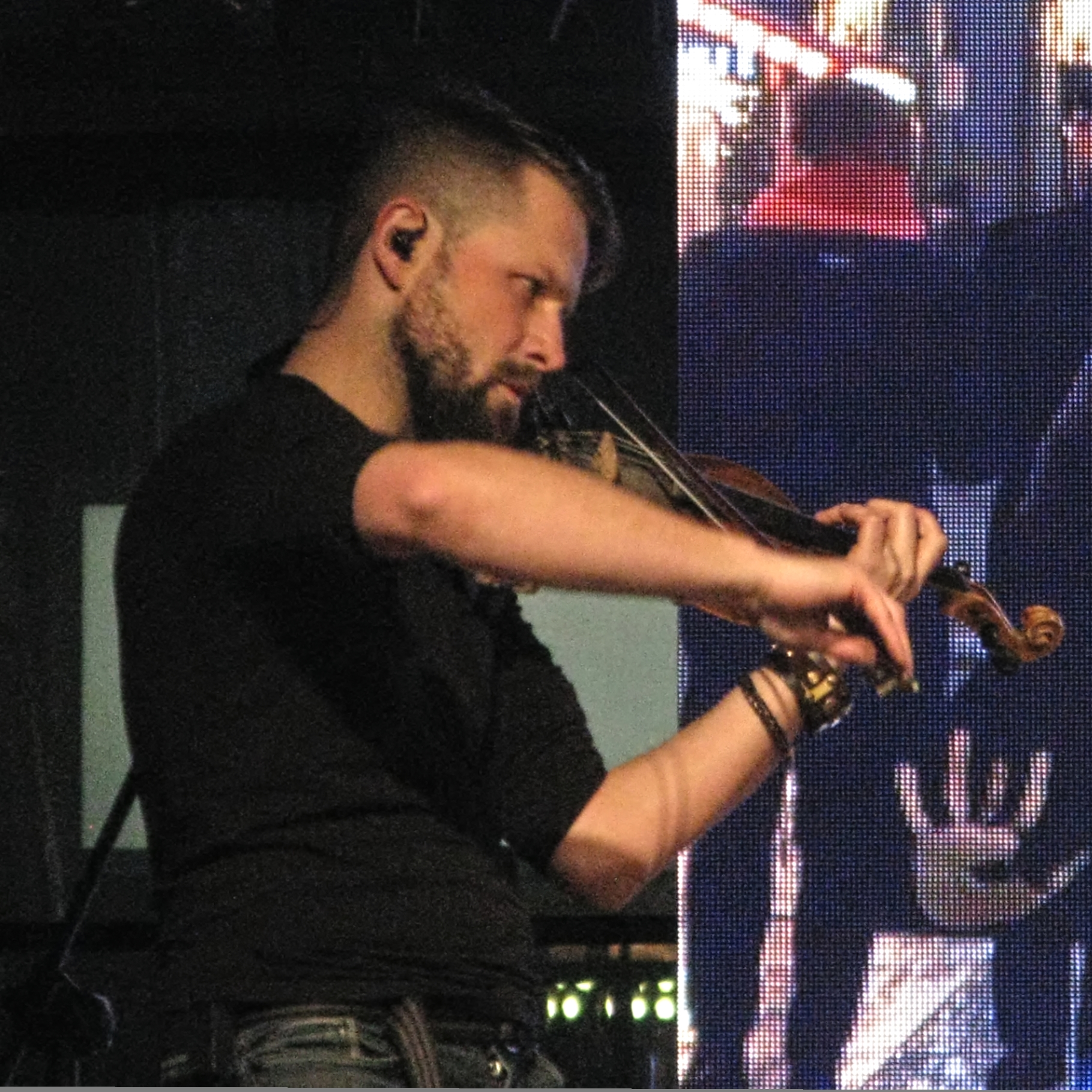
Adam Romański grający na skrzypcach podczas koncertu Krzikopy w Katowicach (2018)

Zespół powstał w 2012 roku w Chorzowie, od początku skupiając się na śląskiej muzyce. W 2014 był nagradzany na wielu konkursach kapel rockowych w całej Polsce. W tym samym roku (pomimo licznych laurów) zespół zawiesił działalność i reaktywował się w mocno zmienionym składzie pod koniec roku 2016, nagrywając album „Matecznik”, który jest podsumowaniem pierwszych lat działalności.
Zespół zaczął koncertować na całym świecie: w roku 2018 zespół został wybrany przez Ministerstwo Kultury Korei Południowej aby reprezentować Polskę na wydarzeniach kulturalnych na Zimowych Igrzyskach Olimpijskich w Pyeongchang. W tym samym roku ukazał się pierwszy pełny album pt. "Krzikopa", który został doceniony zarówno w kraju jak i za granicą.

## Stylistyka

### Muzyka

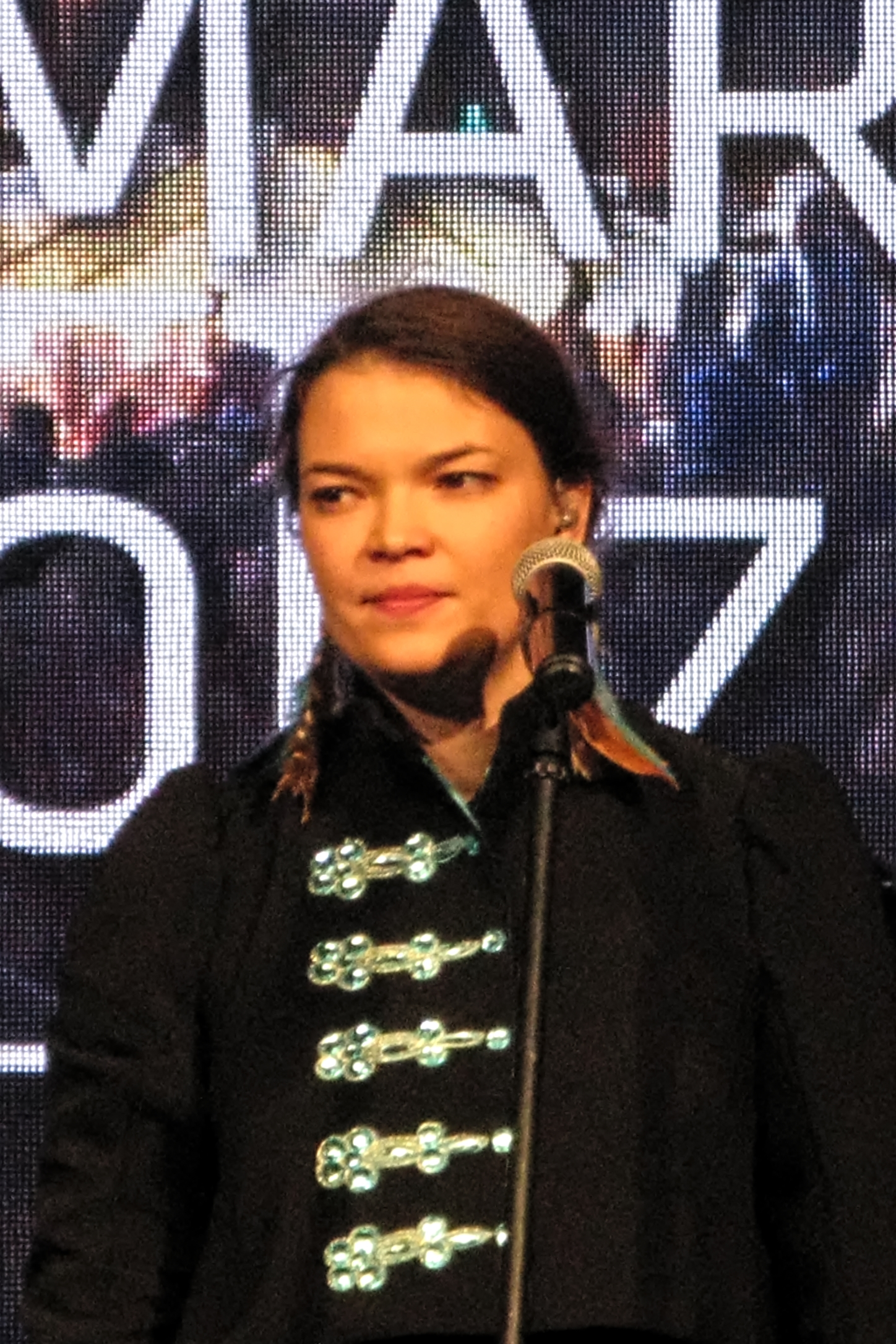
Katarzyna Dudziak podczas koncertu Krzikopy w Katowicach (2018)

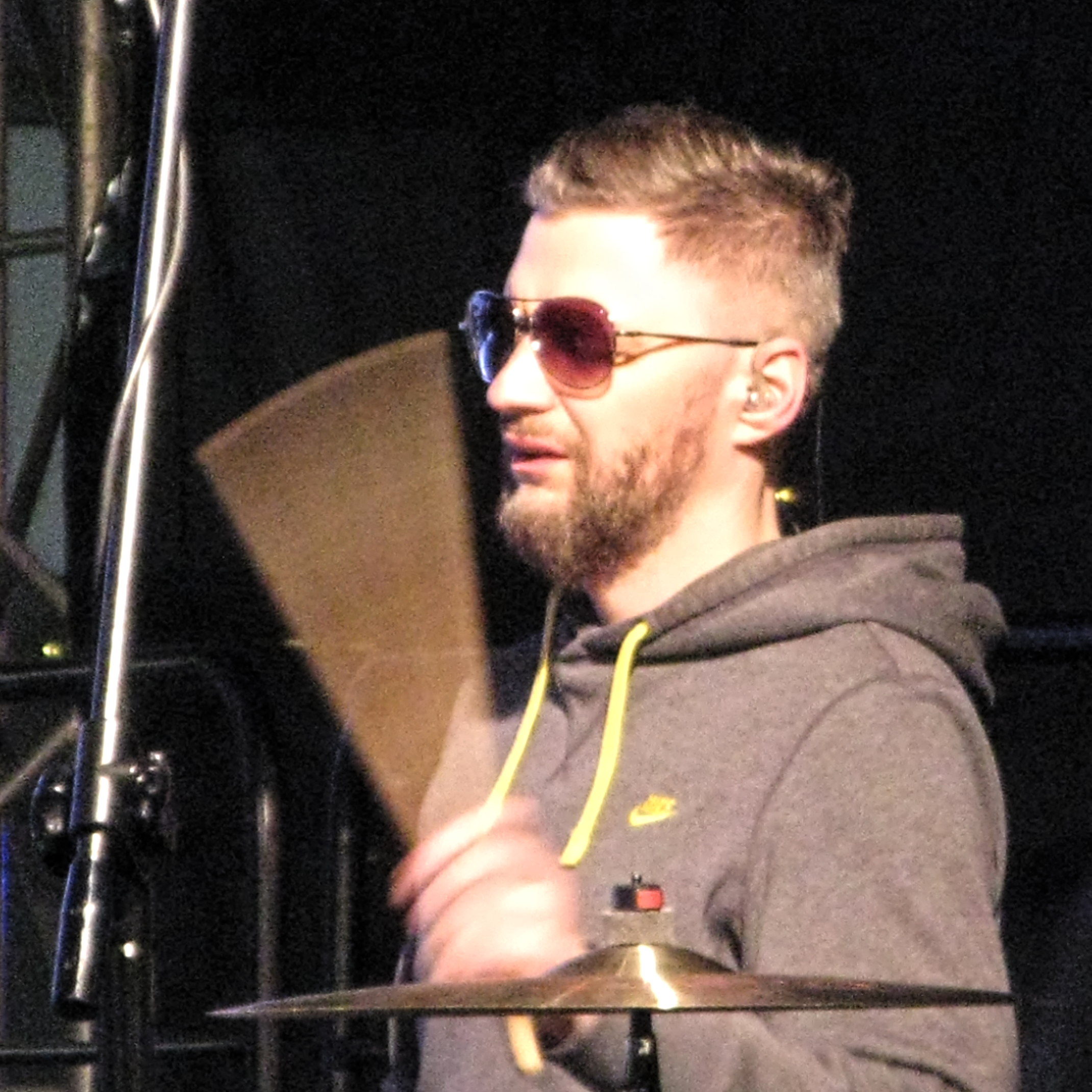
Piotr Penkała (Spacepierre) grający na perkusji podczas koncertu Krzikopy w Katowicach (2018)

W muzyce zespołu, oprócz tradycyjnych melodii wywodzących się ze Śląska, znaleźć można nawiązania do muzyki elektro, rock, tradycyjnych, polskich tańców, muzyki tradycyjnej z różnych regionów świata (m.in. bałkańskiej czy kubańskiej), ale także nurtów muzyki klasycznej: spektralizmu, witalizmu, a także polifonii i kontrapunktu, wykorzystywanych wcześniej przez takich kompozytorów jak J.S. Bach (polifonia) czy Igor Strawiński (witalizm).

### Źródła
Inspiracje zespół czerpie głównie ze zbiorów śląskich pieśni ludowych takich jak XIX wieczne Pieśni Ludu Polskiego w Górnym Szląsku zebrane przez Juliusza Rogera,  czy "Pieśni ludowe z polskiego Śląska" wydanych w Krakowie w latach 1934-1939 przez Polską Akademię Umiejętności (np. utwory "W ciemnym lasku", "Sowa") oraz zbiorów zebranych przez Adolfa Dygacza (np. "Hasiorki", "Zabiliśmy kokota").
Członkowie zespołu poza aktywnością muzyczną, prowadzą własne poszukiwania śląskich tradycji muzycznych, co zaowocowało wystąpieniem członków zespołu (w tym – poprowadzeniu programu przez wokalistkę Krzikopy: Katarzynę Dudziak) w odcinku programu „Dzika muzyka” – „Waloszki z Górnego Śląska” zrealizowanego przez TVP Kultura. Są współorganizatorami Śląskiego Taboru w Ornontowicach - festiwalu śląskiej kultury, głównie taneczno-muzycznej.

## Nagrody i wyróżnienia
- Nagroda specjalna fundacji im. Andrei Parodi na Premio Andrea Parodi 2019[14] w Caligari (Sardynia)
- III miejsce na organizowanym przez Polskie Radio Festiwalu Nowa Tradycja 2019[15] w Warszawie
- Album „Krzikopa” uznany za jeden z 15 najlepszych polskich albumów roku 2018 przez New Model Radio[8]
- Reprezentowanie kultury Polski na wydarzeniach kulturalnych na Zimowych Igrzyskach Olimpijskich w 2018 roku[5][6] w Korei Południowej
- I miejsce, nagroda publiczności i nagroda organizatorów na Rocktime 2014[16] w Opolu
- Grand Prix na festiwalu Rockowe Ogródki 2014[17] w Płocku
- I miejsce na konkursie Generacja 2013[18] w Koszalinie

## Dyskografia
1. Śląskie Powstaje  EP- 2020
2. Krzikopa - 2018
  - nominacja Polskiego Radia do Folkowego Fonogramu Roku[7]
  - wybrana jedną z 15 najlepszych polskich płyt w słowackim New Model Radio[8]
3. Matecznik (ang. Backwoods) – E. P. – 2016[19]

## Skład
- Katarzyna Dudziak – wokal, bęben obręczowy
- Karo Przewłoka – wokal, instrumenty perkusyjne, skrzypce
- Adam Romański – skrzypce
- Piotr Penkała[20], pseud. Spacepierre – perkusja
- Dominik Kalamarz – instrumenty elektroniczne
- Mateusz Dyszkiewicz – akordeon[4]